# 치유

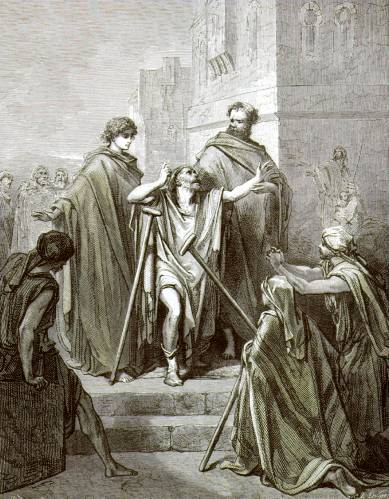

치유(治癒)는 심리적인 안정감을 주는 것, 또는 그것을 주는 능력을 가진 존재의 속성이다. 치료랑 비슷한 의미로, 병을 치료하다는 뜻도 있으나, 치료는 심리적으로 안정감을 준다는 의미는 없다.

## 치유계
치유계(일본어: 癒し系 이야시케[*])는 일본에서 젊은이를 중심으로 치유의 특징, 특성을 가진 인물이나 물체, 문화 요소 등을 일컫는 표현이다. 주로 일본 애니메이션 등 하위 문화 등에서 언급되며, 이를 '치유물'이라고도 부른다. 또한 연예계 시청자를 누그러지게 하는 분위기가 있는 여배우나 그라비아 모델, 여성 탤런트를 가리키는 말로서도 정착하고 있다. 또한 개그맨과 남성 정치인, 학자도 치유계라고 불리는 사람은 존재한다. 과격한 표현을 사용하지 않는 판타지와 향수를 주제로 한 비디오 게임도 치유계라는 장르로 불린다.

## 같이 보기
- 치료